# Rete Tre
Rete Tre ist das dritte Hörfunkprogramm des Rundfunks der italienischen Schweiz, Radiotelevisione Svizzera.
Das Programm ist vorwiegend auf jüngere Hörer ausgerichtet und von einer Mischung aus populärer und alternativer Musik geprägt. Rete Tre startete am 1. Januar 1988. Heute ist der Sender in der gesamten italienischen Schweiz über UKW zu empfangen, zudem europaweit über Satellit und weltweit im Internet.